# 褐腹長蹠蛛
褐腹長蹠蛛（学名：Metleucauge chikunii）为長腳蛛科長蹠蛛屬下的一个种。